# ショーン・メリマン
ショーン・メリマン（Shawne Merriman, 1984年5月25日 - ）はワシントンD.C.出身の元アメリカンフットボール選手。2005年から2012年までNFLのサンディエゴ・チャージャーズ、バッファロー・ビルズでプレーした。現役時代のポジションはアウトサイドラインバッカー。

## 経歴

### プロ入りまで
高校時代には443タックルをマークし高校記録を残した。高校3年次にはAP通信が選ぶメリーランド州の最優秀守備選手に選ばれた。またタイトエンドとしてもプレイした。
高校卒業後、メリーランド大学に進学、2年次の2003年にはアトランティック・コースト・カンファレンスのシーズン2位となる8.5サックを記録、3年次の2004年にはチームトップの8.5サック、相手のランプレイをロスさせるタックルを17回行い、アトランティック・コースト・カンファレンスのファーストチームに、スポーティング・ニュースの選ぶセカンドチームに選ばれた。大学3年間で38試合に出場（17試合は先発出場）し、189タックル、22サック、4ファンブルフォース、3ファンブルリカバーの記録を残した。

### サンディエゴ・チャージャーズ
2005年のNFLドラフトにアーリーエントリーし、1巡目全体12位でサンディエゴ・チャージャーズに指名されて入団した。この指名権は前年のドラフトでチャージャーズが全体1位で指名したイーライ・マニングとニューヨーク・ジャイアンツが全体4位で指名したフィリップ・リバースなどとのトレードでチャージャーズに与えられたものである。
長期のホールドアウトの末、同年8月1日彼はチャージャーズと5年、1150万ドルの契約を結んだ。
2005年シーズン開幕前のトレーニングキャンプを10日間不参加だった彼は第7週まで控え選手となったが、続く先発した4試合で6サックを相手QBに浴びせた。大学時代と同じ3-4ディフェンスを採用しているチャージャーズでアウトサイドラインバッカーとして起用された彼はプロボウルにも選出された。第15週に行われたインディアナポリス・コルツ戦で彼はペイトン・マニングに2サック及び4thアンドゴールとなったプレイでロスタックルを行い、チームはシーズン全勝中だったコルツに土をつけた 。
2006年1月4日、彼はシアトル・シーホークスのローファ・タトゥプ、シンシナティ・ベンガルズのオデル・サーマン、ダラス・カウボーイズのデマーカス・ウェアを破り最優秀新人守備選手に選ばれた。2月12日にハワイのホノルルで行われたプロボウルでも3タックル、1ファンブルフォースの記録を残した。
2006年10月、彼はステロイド剤を服用したことにより4試合出場停止の処分を受けた。出場停止明けの2試合で彼は3サック、1インターセプトを記録、このシーズン12試合の出場ながら17サック、4ファンブルフォースをあげた。この年の最優秀守備選手を選ぶ投票で彼はジェイソン・テイラー、チャンプ・ベイリーに次いで3位となった。この年メリーマンは17サックをあげた際、毎回パフォーマンスダンスを見せたが、プレーオフで対戦したニューイングランド・ペイトリオッツの選手は試合に勝利した後、このパフォーマンスダンスを行った。この行為に対してメリマンのチームメートのラダニアン・トムリンソンは怒りを露わにした。
ステロイド剤に対して陽性反応が出た 彼がこのシーズンもプロボウルに選出されたことには物議を醸し、その後、シーズン中に薬物の陽性反応があった選手はプロボウルに選出されたり、各賞の受賞対象としないことが決定された。
2007年彼はQBサックをした後のパフォーマンスダンスをしないことを宣言したが、第4週にカンザスシティ・チーフスのデイモン・ヒュアードをサックした際にダンスパフォーマンスを行った。そして1勝3敗と出遅れたチームメートやファンに活気を取り戻すためにパフォーマンスを続けると宣言した。シーズン終了までに12.5サック、68タックル（54ソロタックル、14アシストタックル）をあげた。チームはAFCチャンピオンシップゲームでペイトリオッツに敗れたが彼はAP通信が選ぶオールプロのセカンドチームに選ばれた。また3年連続プロボウルへの出場を果たした。
2008年のトレーニングキャンプで彼はひざの故障のため数週間休んだ。怪我は数週間で回復すると見られていたが靱帯を損傷していた彼は9月に1試合出場したところで手術を決意、故障者リスト入りして残りシーズンを棒に振った。
2009年は14試合で4サックに終わった。チャージャーズが長期契約を結ぶ意思を示さないことから他チームへのトレードを要求した。
2010年、制限付きフリーエージェントとなったが、長期契約を結ぶ意思のないチームに不満を持ち、ホールドアウトを続けた。8月13日にチームと契約を結びキャンプに参加した。オークランド・レイダース戦で負傷した彼は開幕から5週間限定的な出場にとどまり10月13日に故障者リスト入りした。11月2日にチャージャーズからウェーバーされバッファロー・ビルズ入りを果たした。

### バッファロー・ビルズ
2011年1月1日、ビルズと2年1050万ドル（250万ドルの保障）の契約延長を果たした。5月から6月にかけてはロンドンからイスタンブールまでのロードラリーにエンダムカン・スー、レジー・ブッシュらと参加した。10月、アキレス腱を痛めて第6週のニューヨーク・ジャイアンツ戦を欠場した。この年5試合の出場に終わった。
2012年8月20日、ビルズから放出された。その後、同年10月にマーク・アンダーソンが故障したことにより、ビルズとワークアウトを実施、復帰している。
2013年3月5日、現役引退を表明した。

### 引退後
2015年、日本の立ち技系格闘技イベント「巌流島トーナメント」参加へ向けて交渉が進められたが、最終的に交渉決裂し、参加は実現しなかった。

## 人物
彼は高校時代に1試合で4人の相手選手をノックアウトしたことがある。ニックネームは"Lights Out"。現在、Scripps Ranchに住んでいる。
2007年10月10日に発売されたEAスポーツの「NFL Tour」というビデオゲームのカバー選手として登場している。
2009年9月6日に交際相手の女優、ティラ・テキーラの首を絞めるなどしたとして暴行容疑で逮捕されたが、彼女に危害を加えていないと容疑を否定した。その後この事件を担当している地方検事が告訴の取り下げ、捜査終了を宣言した。